# San Martín (Córdoba)
San Martín es una localidad argentina ubicada en el departamento San Alberto de la provincia de Córdoba, depende administrativamente de la comuna de San Vicente, de cuyo centro urbano dista unos 6 km al sudoeste. Se encuentra en una zona de producción agrícola de las planicies del occidente de las sierras de Córdoba, prolongación de los llanos riojanos.
Su principal vía de comunicación es la ruta provincial 453, que la vincula al norte con San Vicente y al sur con Los Cerrillos.

## Población
Cuenta con 225 habitantes (Indec, 2010), lo que representa un incremento del 28 % frente a los 175 habitantes (Indec, 2001) del censo anterior.
| Gráfica de evolución demográfica de San Martín entre 1991 y 2010 |
|                                                                  |
| Fuente: Censos nacionales del INDEC                              |

- Datos: Q6119316